# Bastián Ubal
Bastián Ignacio Ubal Peña (Puente Alto, Chile; 29 de enero de 2002) es un futbolista profesional chileno, se desempeña como Defensa o Centrocampista y actualmente milita en Universidad de Concepción de la Primera B de Chile.

## Trayectoria
Llegó a las divisiones inferiores de Universidad de Chile a la Sub-9 el año 2011.
Debutó profesionalmente el día 18 de marzo de 2021 contra San Lorenzo por la Copa Libertadores, esto debido a un brote de COVID-19 que sufrió el equipo azul. jugó como defensa central el partido completo que acabó con victoria por 2-0 a favor de San Lorenzo.
En enero de 2023, se anuncia su cesión a Santiago Morning, de la Primera B chilena, en búsqueda de más minutos como profesional.
El 1 de febrero de 2024 fue anunciado como nuevo jugador de AC Barnechea de la Primera B chilena. El 3 de enero de 2025, es anunciada su firma por Universidad de Concepción de la misma división.

## Selección nacional

### Selecciones Menores
Participaría con la Selección de fútbol sub-17 de Chile, siendo convocado para jugar el Campeonato Sudamericano de Fútbol Sub-17 de 2019, donde disputó 2 partidos, logrando el segundo lugar, además de clasificar a la Copa Mundial de Fútbol Sub-17 de 2019.

#### Participaciones en Sudamericanos
| Competencia                 | Sede | Resultado  | PJ | Goles |
| --------------------------- | ---- | ---------- | -- | ----- |
| Sudamericano Sub-17 de 2019 | Perú | Subcampeón | 2  | 0     |

## Estadísticas

### Clubes
| Club                         | Div              | Temporada        | Liga  | Liga  | Copas nacionales | Copas nacionales | Torneos internacionales | Torneos internacionales | Total | Total | Media goleadora |
| Club                         | Div              | Temporada        | Part. | Goles | Part.            | Goles            | Part.                   | Goles                   | Part. | Goles | Media goleadora |
| ---------------------------- | ---------------- | ---------------- | ----- | ----- | ---------------- | ---------------- | ----------------------- | ----------------------- | ----- | ----- | --------------- |
| Universidad de Chile · Chile | 1.ª              | 2021             | —     | —     | —                | —                | 1                       | 0                       | 1     | 0     | 0.00            |
| Universidad de Chile · Chile | 1.ª              | 2022             | 1     | 0     | 0                | 0                | —                       | —                       | 1     | 0     | 0.00            |
| Universidad de Chile · Chile | Total club       | Total club       | 1     | 0     | 0                | 0                | 1                       | 0                       | 2     | 0     | 0.00            |
| Total en carrera             | Total en carrera | Total en carrera | 1     | 0     | 0                | 0                | 1                       | 0                       | 2     | 0     | 0.00            |
| 1. 2.                        |                  |                  |       |       |                  |                  |                         |                         |       |       |                 |